# Premierzy Bangladeszu

## Lista premierów Bangladeszu
| Osoba                                                | Osoba                                            | Osoba   | Kadencja             | Kadencja             | Partia polityczna                                |
| #                                                    | Imię i nazwisko                                  | Portret | Od                   | Do                   | Partia polityczna                                |
| ---------------------------------------------------- | ------------------------------------------------ | ------- | -------------------- | -------------------- | ------------------------------------------------ |
| 1                                                    | Tajuddin Ahmed (1925–1975)                       |         | 11 kwietnia 1971     | 12 stycznia 1972     | Liga Awami                                       |
| 2                                                    | Sheikh Mujibur Rahman (1920–1975)                |         | 12 stycznia 1972     | 25 stycznia 1975     | Liga Awami                                       |
| 3                                                    | Mohammad Mansoor Ali (1919–1975)                 |         | 25 stycznia 1975     | 15 sierpnia 1975     | Liga Awami/ Bengalska Krishak-Sramik Liga Awrami |
| urząd zniesiony (15 sierpnia 1975 – 29 czerwca 1978) |                                                  |         |                      |                      |                                                  |
| —                                                    | Mashiur Rahman (1924–1979) (tymczasowo)          |         | 29 czerwca 1978      | 12 marca 1979        | Nacjonalistyczna Partia Bangladeszu              |
| 4                                                    | Shah Azizur Rahman (1925–1988)                   |         | 15 kwietnia 1979     | 24 marca 1982        | Nacjonalistyczna Partia Bangladeszu              |
| urząd zniesiony (24 marca 1982 – 30 marca 1984)      |                                                  |         |                      |                      |                                                  |
| 5                                                    | Ataur Rahman Khan (1907–1991)                    |         | 30 marca 1984        | 9 lipca 1986         | Partia Jatiya                                    |
| 6                                                    | Mizanur Rahman Chowdhury (1928–2006)             |         | 9 lipca 1986         | 27 marca 1988        | Partia Jatiya                                    |
| 7                                                    | Moudud Ahmed (1940–2021)                         |         | 27 marca 1988        | 12 sierpnia 1989     | Partia Jatiya                                    |
| 8                                                    | Kazi Zafar Ahmed (1939–2015)                     |         | 12 sierpnia 1989     | 6 grudnia 1990       | Partia Jatiya                                    |
| urząd zniesiony (6 grudnia 1990 – 20 marca 1991)     |                                                  |         |                      |                      |                                                  |
| 9                                                    | Khaleda Zia (1945–)                              |         | 20 marca 1991        | 30 marca 1996        | Nacjonalistyczna Partia Bangladeszu              |
| —                                                    | Muhammad Habibur Rahman (1930–2014) (tymczasowo) |         | 30 marca 1996        | 23 czerwca 1996      | Bezpartyjny                                      |
| 10                                                   | Sheikh Hasina Wajed (1947–)                      |         | 23 czerwca 1996      | 15 lipca 2001        | Liga Awrami                                      |
| —                                                    | Latifur Rahman (1936–2017) (tymczasowo)          |         | 15 lipca 2001        | 10 października 2001 | Bezpartyjny                                      |
| (9)                                                  | Khaleda Zia (1945–)                              |         | 10 października 2001 | 29 października 2006 | Nacjonalistyczna Partia Bangladeszu              |
| —                                                    | Iajuddin Ahmed (1931–2012) (tymczasowo)          |         | 29 października 2006 | 11 stycznia 2007     | Bezpartyjny                                      |
| —                                                    | Fazlul Haque (1938–) (tymczasowo)                |         | 11 stycznia 2007     | 12 stycznia 2007     | Bezpartyjny                                      |
| —                                                    | Fakhruddin Ahmed (1940–) (tymczasowo)            |         | 12 stycznia 2007     | 6 stycznia 2009      | Bezpartyjny                                      |
| (10)                                                 | Sheikh Hasina Wajed (1947–)                      |         | 6 stycznia 2009      | 5 sierpnia 2024      | Liga Awami                                       |
| —                                                    | Muhammad Yunus (1940–) (tymczasowo)              |         | 8 sierpnia 2024      | nadal                | Bezpartyjny                                      |